# John "Snowy" Cutmore
John Daniel "Snowy" Cutmore (29 de agosto de 1895 - 27 de octubre de 1927) fue un criminal australiano, muy conocido en el inframundo criminal de Melbourne y Sídney durante los años de entreguerras hasta su muerte violenta en 1927. Cutmore se crio en el interior. -ciudad de Melbourne y fue un miembro destacado de Fitzroy Push, una pandilla ilegal involucrada en la prostitución, el sly-grog y la violencia. A lo largo de su carrera criminal, Cutmore mostró su voluntad de trasladarse a otro estado para evadir la atención de la policía, viajando a menudo entre Melbourne y Sidney (y ocasionalmente Adelaida). Durante un breve período, desde finales de 1926, fue miembro de la banda criminal de Norman Bruhn en Sídney, atribuida como la primera banda de afeitar de Australia al comienzo de un período de violencia de pandillas en Sídney a finales de la década de 1920 conocido como las "guerras de bandas de afeitar". Cutmore fue asesinado a tiros en la casa de su madre en Carlton en octubre de 1927, en un tiroteo en el inframundo que también resultó en la muerte de su rival, Squizzy Taylor.
La vida y la época de 'Snowy' Cutmore fueron retratadas en la serie de televisión de la cadena de televisión Nine en Australia, Underbelly: Razor y Underbelly: Squizzy. También aparece en la película biográfica de 1982 Squizzy Taylor, donde fue interpretado por Steve Bisley.

## Primeros años
John Daniel Cutmore nació el 29 de agosto de 1895 en Melbourne del Sur, Victoria, el mayor de dos hijos de John Samuel Cutmore y Bridget Delia ( de soltera McLaughlin). Cutmore tenía un hermano menor, James, nacido en 1899 en Collingwood.
El padre de Cutmore trabajaba como cocinero y en 1914 la familia vivía en Princess Street, Fitzroy (aunque posiblemente el padre vivía en Australia Occidental para entonces). Cutmore padre se alistó en la Primera Fuerza Imperial Australiana en noviembre de 1914 en el campo de entrenamiento militar de Blackboy Hill en Australia Occidental y sirvió en el extranjero durante prácticamente toda la Primera Guerra Mundial y regresó a Australia solo brevemente en 1916. Sus familiares más cercanos, según consta en su documentos de alistamiento era su esposa, Delia Cutmore. Cutmore padre trabajó como cocinero en el ejército y sirvió en Galipoli y Oriente Medio. Regresó a Australia en agosto de 1916 y desembarcó en Fremantle. Después de un breve período, Cutmore regresó al extranjero, llegó a Inglaterra en diciembre de 1916 y sirvió en Francia hasta el final de la guerra. Pasó períodos en hospitales de Francia y Londres (en su expediente anotaba "senilidad prematura"). Finalmente regresó a Australia y desembarcó en Melbourne en marzo de 1919. John S. Cutmore regresó a Australia Occidental en algún momento; Murió en Perth en 1938.

## Actividades criminales
El 1 de septiembre de 1914, John Cutmore (que entonces tenía 19 años) robó varios artículos a un conductor llamado Francis Davidson en el patio del Tankerville Arms Hotel en Nicholson Street, Fitzroy. Los objetos robados fueron una cadena de oro, "un libro de notas, cinco billetes de tranvía, unas gafas" y monedas de cobre por valor de cinco chelines. Cutmore fue arrestado por el delito y se le concedió la libertad bajo fianza para comparecer ante el tribunal de Fitzroy, pero posteriormente se fugó de la libertad bajo fianza y se emitió una orden de arresto. A finales de septiembre de 1914 se emitió una orden de arresto contra dos hombres, uno de los cuales era "idéntico a un tal Snowy Cutmore", acusado de "incitar a un prisionero, William Harvey, a resistirse al arresto" por el agente Malseed en Carlton el 14 de septiembre de 1914.
En las primeras horas de la mañana del sábado 31 de octubre de 1914, Cutmore y Thomas Hillary, un sargento de la Fuerza Expedicionaria Australiana, agredieron a dos marineros borrachos llamados Albert Florence y Frederick Akin en Bourke Street, Melbourne. Se vio a Cutmore patear a los marineros en la cara y la cabeza y saltar sobre uno de ellos, en un ataque descrito como "de carácter muy salvaje". Hillary golpeó a los hombres con los puños. Cutmore y Hillary fueron perseguidos por porteadores nocturnos (que habían presenciado el asalto) y varios agentes. Cutmore fue encontrado tendido en un derecho de paso, fingiendo estar borracho (pero su respiración agitada indicaba que había estado corriendo). Hillary se escondió en un edificio parcialmente construido en Little Bourke Street, pero fue encontrada después de una búsqueda. Ambos jóvenes fueron acusados de haber agredido a los marineros. Cutmore dio su nombre como 'John Harris'. Los marineros fueron tratados en el Hospital de Melbourne, Florencia por cortes y abrasiones y en Akin por tres costillas rotas, un ojo gravemente dañado y abrasiones graves. El 5 de noviembre, 'Harris' (Cutmore) y Hillary fueron juzgados en el Tribunal Municipal por cargos de agresión, que negaron bajo juramento. Cutmore, que había utilizado la mayor violencia, fue multado con £10 (en defecto, dos meses de prisión) y Hillary £5 (en defecto, un mes de prisión).
En febrero de 1916, Cutmore (de nuevo bajo el nombre de 'John Harris') fue acusado de agresión en la comisaría de policía de Fitzroy; Posteriormente fue declarado culpable y multado con 40 chelines (en caso de defecto, siete días de prisión). Menos de una semana después, fue acusado en la comisaría de policía de Carlton de "incitación", bajo el nombre de "John Watson". En esta ocasión, Cutmore fue multado con 20 chelines (en caso de defecto, siete días de prisión). También fue arrestado, con una orden judicial que data de 1914, por hurto a Francis Samuel Davidson.

### Alistamiento y deserción
John Cutmore se alistó en la Fuerza Imperial Australiana el 6 de abril de 1916. En el momento del alistamiento estaba registrado como vendedor y vivía con su madre en Wellington Street, Collingwood. En sus documentos de alistamiento declaró que nunca había sido "condenado por un Poder Civil". Cutmore pronto descubrió que no era apto para la disciplina militar y encontró "insoportable la autoridad de los oficiales superiores". El 5 de julio de 1916, se informó que el soldado Cutmore estaba ausente sin permiso del campamento militar de Royal Park, al norte de la ciudad de Melbourne. Fue detenido el 25 de julio. En el examen se descubrió que Cutmore padecía una enfermedad venérea "y fue puesto en aislamiento". Se escapó de la custodia al día siguiente. Cutmore fue detenido y tratado posteriormente en noviembre de 1916 en Royal Park por gonorrea. El 22 de diciembre de 1916 fue declarado desertor y dado de baja del ejército.

### El tiroteo de Cleary
Después de diciembre de 1916, la policía buscó a Cutmore como desertor militar. La policía creía que Cutmore había estado en Adelaide y Sídney, pero regresó a Melbourne aproximadamente en abril de 1917. Durante este período estuvo en compañía de otro criminal de Melbourne, Henry Dunn (alias Slater), conocido como 'Long Harry'.
El sábado 2 de junio de 1917 por la noche, Cutmore y 'Long Harry' Dunn asistieron a una fiesta en una tienda de grog en Fitzroy Street, Fitzroy, un establecimiento regentado por Ettie Jones, descrito por la policía como "un antiguo dueño de burdel". Esa noche también asistieron a la fiesta un boxeador de peso mosca y vendedor de periódicos de 29 años, Charlie Cleary, y el huésped de Cleary, un criminal convicto llamado Walter 'Cull' Johnson. Alrededor de las 2 de la madrugada se escuchó una discusión en la calle, cerca de la tienda de grog (cerca de la esquina con Brunswick Place). Las voces enojadas fueron seguidas por el sonido de cinco disparos. Un vecino, despertado por los ruidos, vio a cuatro hombres en el lugar, dos de los cuales se marcharon poco después. Se escuchó al hombre más alto decirle a su compañero: "Es inútil, ahora le han disparado, será mejor que te vayas, la policía llegará pronto". Cuando los vecinos y otras personas cercanas acudieron al lugar, Charlie Cleary fue encontrado tirado en el sendero con una herida en la cabeza, tratando de sentarse. El herido estaba aturdido y aún consciente; Le habían disparado a quemarropa, con una herida de bala de pequeño calibre encima de la oreja. El compañero de Cleary, 'Cull' Johnson, corrió hasta Gertrude Street y tomó un coche de alquiler para llevar a Cleary al hospital.
Cuando la policía de la comisaría de Fitzroy fue alertada del incidente en las primeras horas de la mañana del domingo, encontraron a Cleary y Johnson en el coche de alquiler cerca de donde había ocurrido el tiroteo, con Cleary sangrando profusamente de la cabeza. Cuando se le preguntó quién le había disparado, el herido respondió: "No me han disparado, sólo me caí". Cleary fue llevado inicialmente a la garita de Fitzroy y luego al Hospital San Vincente. Cuando más tarde fue interrogado en el hospital, dijo a la policía que no recordaba dónde había estado ni quién le disparó, y añadió: "Sabes que sería el último en delatar a alguien". El compañero de Cleary, 'Cull' Johnson, se mostró igualmente reticente a proporcionar detalles. Se practicó una operación al herido y se le extrajo la bala, tras lo cual se informó que su estado era "menos grave". Cleary permaneció quince días en el hospital pero murió el 17 de junio.
El 24 de julio, el forense, Dr. Robert Cole, llevó a cabo una investigación sobre la muerte de Cleary. Entre los que testificaron se encontraban testigos de la policía que dieron testimonio sobre la persistente negativa de Cleary a revelar cualquier información sobre el tiroteo antes de morir. El testimonio médico mostró que la herida de Cleary detrás de la oreja estaba chamuscada, lo que indica que la bala había sido disparada a quemarropa. Dos hombres, descritos como "presuntos testigos materiales", fueron identificados como John ('Snowy') Cutmore y Henry Dunn, quienes habían "desaparecido y la policía desconoce su paradero". Como consecuencia de la ausencia de estos testigos, se aplazó la investigación y se dictaron órdenes de arresto para los dos hombres. El 25 de julio se imprimió un aviso en el New South Wales Police Gazette & Weekly Record of Crime solicitando una "investigación especial" para rastrear a John 'Snowy' Cutmore en relación con el tiroteo de Charles Cleary. El aviso decía que había "buenos motivos para creer que se presentarán pruebas que lo conectarán con la muerte de Cleary". En agosto de 1917 se informó que "la policía de toda la Commonwealth" estaba buscando al testigo desaparecido 'Snowy' Cutmore.

### Actividades en Sídney
Cutmore se fue "al humo" a Sídney tras el tiroteo de Cleary. El 23 de marzo de 1918, se descubrió que John 'Snowy' Cutmore (alias Nolan) tenía bienes que eran "razonablemente sospechosos de haber sido robados", a saber, dos juegos de arneses y una bolsa de equipo, en una casa en Pelican Street, Surry Hills. Posteriormente fue arrestado y acusado. Cutmore fue descrito como un nativo de Victoria y "un reputado vendedor astuto de grog y compañero de la peor clase de criminales". Se le concedió la libertad bajo fianza y rápidamente se fugó, después de lo cual probablemente regresó a Melbourne por un breve período. El 4 de octubre de 1918, un granjero llamado John Boyd, que vivía en Gore Street, Fitzroy, denunció a la policía que había sido agredido y robado frente al hotel Tankerville Arms en Fitzroy. Le robaron dinero en efectivo por valor de 3,5 libras esterlinas y un sombrero de fieltro negro. Boyd identificó a los delincuentes como "Snowy Cutmore y Paddy Doyle", quienes eran "bien conocidos por la policía de Carlton". En diciembre de 1918, la policía de Sídney había decidido no proceder con el cargo contra Cutmore relacionado con los arneses robados.
A mediados de diciembre, Cutmore había regresado a Sídney. A última hora de la mañana del martes 17 de diciembre de 1918, un jardinero, Ling Sing, de McKeown Street en Maroubra, molestó a dos hombres "en el acto de robar en su cabaña". Los intrusos apuntaron al jardinero con sus revólveres antes de partir, llevándose un cuchillo envainado. Cuando se marchaban, Sing agarró su propia arma y les disparó, y uno de los hombres respondió al fuego. Sing informó que había golpeado a uno de los intrusos en el muslo. Los dos hombres fueron identificados como John Cutmore (alias Watson o Nolan) y Charles Lyons.
Aproximadamente al mediodía del día siguiente, 18 de diciembre, "se produjo un disturbio" en una casa de Richards Avenue, Surry Hills, en el que un hombre llamado Vincent Cook fue "cortado en la cabeza" y una mujer, la señora Bartlett, "fue levemente herido". La policía llegó a la casa para investigar y mientras estaban presentes un hombre, posteriormente identificado por la prensa como Cutmore, entró al local empuñando un hacha. Al ver a la policía, Cutmore corrió, perseguido de cerca por varios policías. Durante la persecución, el detective James disparó tres tiros al aire. Cutmore fue detenido en Riley Lane y llevado a la comisaría de Darlinghurst, donde fue acusado de agresión. Después de que se trataron sus heridas, Cook y Bartlett se mantuvieron alejados de la casa. Otra familia ocupó otra sección de la casa y "se retiraron a la cama a la hora habitual". Poco antes de las tres de la mañana siguiente, una bomba hecha de gelignita fue arrojada a través de la ventana hacia el dormitorio desocupado de la parte delantera de la casa, "destruyéndolo y destruyendo su contenido".
En enero de 1919, Cutmore y Lyons fueron arrestados por el robo ocurrido en diciembre en la cabaña de Maroubra, encarcelados para juicio y se les concedió la libertad bajo fianza. El 30 de enero de 1919, Cutmore fue acusado en la comisaría central de policía de agredir a un agente. Fue declarado culpable y multado con 5 libras esterlinas o seis semanas de prisión. En febrero de 1919 se decidió no continuar con el procesamiento por el robo de Maroubra.

### La venganza de Fitzroy
'Snowy' Cutmore y el famoso criminal de Melbourne, 'Squizzy' Taylor, desarrollaron una animosidad mutua duradera que data aproximadamente de 1918 hasta sus muertes violentas en octubre de 1927. El origen de la enemistad entre los dos hombres se ha atribuido al período de violencia de las pandillas. en Melbourne conocida como la 'vendetta Fitzroy'. La violencia de las pandillas, una disputa entre el impulso de Fitzroy y el impulso de Richmond, comenzó con un robo de joyas en junio de 1918 y escaló hasta convertirse en una guerra de pandillas de amplio alcance destinada a vengar los agravios percibidos y la dominación de los astutos del centro de la ciudad . comercio de grog . La ofensiva de Richmond estuvo encabezada por Taylor y el "rey de los dos" Henry Stokes, mientras que la banda opuesta tenía su base en Fitzroy e incluía a Edward 'Ted' Whiting, Henry 'Long Harry' Dunn (alias Slater) y Frederick Thorpe (alias Searby) .
Cutmore era parte de la pandilla Fitzroy, pero vivió en Sídney durante la mayor parte del período de escalada de violencia entre las pandillas de Melbourne. Sin embargo, un incidente durante el período de la 'venganza de Fitzroy' fue probablemente el factor más importante para explicar la hostilidad profundamente arraigada entre 'Snowy' Cutmore y 'Squizzy' Taylor, a saber, el tiroteo de Harry Dunn por parte del aliado de Taylor, Henry Stokes. en mayo de 1919. Dunn (o Henry Slater, como se hizo más conocido) era amigo personal de Cutmore. El tiroteo de Slater había sido precedido por una escalada de violencia entre las bandas de Richmond y Fitzroy. En cuestión de días, un miembro de una pandilla de Richmond recibió siete disparos, un hombre fue brutalmente golpeado por miembros de la banda Fitzroy y se dispararon contra Ted Whiting y contra la casa de otro miembro de la pandilla Fitzroy. Poco después del mediodía del lunes 12 de mayo de 1919, en la concurrida calle de Little Collins Street, Henry Stokes disparó a Slater cinco veces con una pistola automática Colt. Slater resultó herido cuatro veces en el pecho y una vez en la muñeca izquierda. Stokes fue detenido por un agente de policía mientras huía del lugar y acusado de intento de asesinato. Stokes afirmó que le disparó a Slater en defensa propia y, cuando fue juzgado, fue declarado inocente.

### Regreso a Melbourne
A última hora de la noche del 9 de febrero de 1920, estalló una pelea en un restaurante de Elgin Street, Carlton, y un hombre (que se cree que era "Snowy" Cutmore) fue expulsado del establecimiento. Mientras lo expulsaban, Cutmore sacó un revólver y disparó tres tiros, uno de los cuales hirió al camarero, Peter Linas, en la pierna. Se emitió una orden de arresto para Cutmore (bajo el nombre de 'Snowy Kenyon', "supuestamente idéntico a John Daniel Cutmore") por "disparar con intención de asesinar" al camarero.
El 24 de agosto de 1920, la policía fue a la casa de Cutmore en Barkly Street, Carlton. Cuando se dio cuenta de que había policías en la casa, Cutmore intentó esconderse dentro de la chimenea. Mientras registraban la casa, los detectives escucharon "un curioso ruido de raspado" y, como Cutmore no podía mantener su posición en la chimenea, "un individuo desaliñado y cubierto de hollín se deslizó hacia abajo... dentro de la chimenea". Lo llevaron al calabozo de la ciudad, donde lo acusaron de tener en su poder camisolas y otras prendas de vestir femeninas que se sospechaba que habían sido robadas. Cutmore también fue acusado de dispararle a Peter Linas en febrero de 1920 "con la intención de cometer un asesinato".
El 3 de septiembre de 1920, Cutmore fue sentenciado en el Tribunal de Policía de Carlton a un mes de prisión "por haber tenido en su poder prendas de vestir de mujer que se cree que fueron robadas de una tienda de Johnston Street". Contra la condena se interpuso recurso de apelación. El 20 de septiembre de 1920, en el Tribunal de Policía de Northcote, Cutmore fue declarado culpable de múltiples cargos: comportamiento ofensivo (multa de £5 o un mes de prisión en caso de incumplimiento de pago), resistencia a la policía (£5 o un mes de prisión), lenguaje obsceno ( £10 o tres meses) y agresión a un agente de policía (£10 o tres meses). La apelación contra el cargo anterior de posesión ilegal se escuchó ante la Corte Suprema de Victoria el 15 de octubre y la apelación fue desestimada. Cutmore fue juzgado en el Tribunal Penal el 19 de octubre de 1920 con la intención de asesinar a Peter Linas o causarle daños corporales graves. El acusado declaró bajo juramento que la noche del tiroteo se encontraba en Geelong. La coartada de Cutmore fue apoyada por otros testigos. Fue declarado inocente y puesto en libertad.
En la mañana del 12 de febrero de 1921, dos jóvenes llamados Ernest Porter y John Collisson fueron agredidos por tres hombres en la playa de Port Melbourne. Los agresores, William Maher, Robert Brown y John Cutmore, inicialmente golpearon a los dos hombres con los puños. Durante el ataque, Maher sacó un revólver y disparó contra Collisson desde una distancia de seis yardas (5,5 metros), y la bala pasó a unos centímetros de su oreja derecha. Ante esto, Collisson y Porter "corrieron para salvar sus vidas" a la comisaría de policía local. La policía llegó a la playa a tiempo para detener a los tres hombres y a su compañera. Esa misma mañana se encontró un revólver en la playa. Los tres hombres fueron acusados de agresión y Maher se enfrentó a otro cargo de disparar un arma de fuego con la intención de cometer asesinato. Se presentaron ante el tribunal de Port Melbourne el 21 de febrero y ambos fueron declarados culpables de agresión. El cargo de arma de fuego de Maher se redujo a "disparar ilegalmente un arma de fuego en un lugar público". Cutmore recibió una multa de 10 libras esterlinas por la condena por agresión (o dos meses de prisión en caso de incumplimiento de pago).
El domingo 19 de junio de 1921 por la noche, grupos de hombres de bandas rivales se enfrentaron en las cercanías de la esquina de las calles Nicholson y Palmerston en Carlton. Los transeúntes presenciaron varios actos de violencia, incluido el de un hombre que fue atropellado, pateado y dejado tirado en las vías del tranvía. Otro hombre llamado James Sollery fue perseguido hasta Palmerston Street por varios hombres que gritaban: "Dentro de él, 'Damas'". Sollery fue atrapado y golpeado por 'Snowy' Cutmore y otro de los perseguidores pateó a Sollery. El agente Lewis estaba en un tranvía que pasaba cuando presenció los ataques y saltó del tranvía para intervenir. Logró detener a Cutmore, pero el policía fue atacado por los demás y obligado a liberarlo, tras lo cual el grupo huyó. Los atacantes fueron identificados como miembros de la pandilla 'Checkers', una pandilla con base en el área de Carlton North/Fitzroy en Melbourne. Posteriormente, la policía arrestó a tres miembros del 'empuje': John Buckley, Arthur Ryan y John 'Snowy' Cutmore. Los hombres fueron juzgados en el Tribunal de Fitzroy el 29 de junio. Los tres fueron declarados culpables de comportamiento ofensivo. Tanto Buckley como Cutmore fueron declarados culpables de cargos adicionales: Buckley por agredir a un hombre que acudió en ayuda de Lewis y Cutmore por la agresión a Sollery (por la que fue condenado a dos meses de prisión) y resistirse al arresto (multado con £10, o en pena de prisión por defecto de seis semanas).

### Adelaida

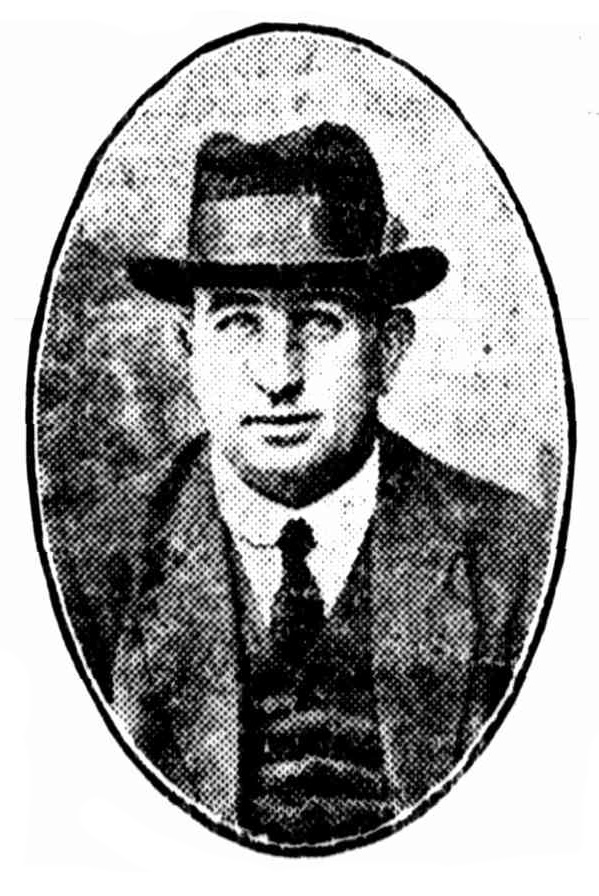
Amigo y aliado de Cutmore, Harry Dunn (alias Slater): publicado en The Sun (Sídney), 14 de diciembre de 1921

En noviembre de 1921, Cutmore y Henry Slater (Dunn) fueron arrestados en una pensión de West Terrace en Adelaida, considerada "el refugio de los ladrones". La policía encontró en su habitación una bolsa que contenía dos revólveres automáticos y dos cartuchos que incorporaban "balas expansivas". Cutmore reconoció la propiedad de la bolsa, pero afirmó que sólo contenía "camisas sucias". Slater fue acusado del asesinato de Thomas Monaghan en Sídney el 19 de junio. Fue puesto bajo custodia y enviado a Sídney para responder al cargo de asesinato. Cutmore fue acusado de posesión ilegal de los dos revólveres y de "no tener suficientes medios legales de sustento". Fue puesto en libertad bajo fianza, que consistía en una fianza personal de 150 libras esterlinas y dos fianzas de 75 libras esterlinas cada una. Una "propietaria de una pensión y el propietario de una tienda de jamones" habían suscrito las fianzas requeridas para Cutmore. Al final, sin embargo, los cargos contra Cutmore fueron desestimados. El compañero de Cutmore, Harry Slater, fue juzgado en Sídney en tres ocasiones distintas por el asesinato de Monaghan, pero en cada ocasión el jurado no logró ponerse de acuerdo sobre un veredicto; Fue puesto en libertad en mayo de 1922 después de que el Fiscal General decidiera no proceder con el cargo.

### Fuga de la libertad bajo fianza
El 9 de abril de 1922, el agente Smith se encontró con un grupo de hombres "jugando a las cartas y discutiendo" en la esquina de las calles Kay y Rathdowne en Carlton. El policía habló con los hombres, la mayoría de los cuales se dispersaron. Sin embargo, tres permanecieron "y asumieron una actitud insolente". El encuentro terminó cuando los hombres atacaron al agente, golpeándolo y pateándolo antes de huir. Más tarde, dos de los hombres (John Cutmore y Alfred Lee) fueron arrestados con orden judicial. En el Tribunal de Carlton el 21 de abril, Lee fue declarado culpable de agredir al agente Smith. En la misma audiencia, Cutmore fue llamado a responder a un cargo similar, pero no se presentó, por lo que se le suspendió la libertad bajo fianza. Cutmore luego se fugó a Sídney.
Al mediodía del 7 de julio de 1922, Cutmore y otro hombre entraron en la sastrería de Samuel Searle en Belmore Road, Randwick. Los hombres cogieron un rollo de sarga y uno de tweed y abandonaron apresuradamente el lugar. El agente Glover presenció el robo y persiguió a los hombres. El policía logró atrapar y esposar a uno de los hombres después de una pelea. Otro policía, el agente Day, pasaba en un tranvía; saltó y persiguió al otro hombre. Después de una persecución de aproximadamente un cuarto de milla, Day disparó un tiro por encima de la cabeza del ladrón, quien luego se rindió. Cutmore fue acusado de hurto (bajo el nombre de 'John McLaughlin'), se le concedió la libertad bajo fianza y luego se fugó, esta vez de regreso a Melbourne.
Cutmore había regresado a Melbourne cuando fue arrestado aproximadamente el día de Año Nuevo de 1923, acusado de agredir al agente Smith en Carlton en abril de 1922. Se presentó ante el tribunal de Carlton el 4 de enero de 1923 y fue declarado culpable de la agresión (por la que fue multado). £20, o en su defecto tres meses de prisión), jugar a las cartas en la calle (multado con £1, en su defecto 24 horas de prisión) y haberse fugado de la libertad bajo fianza (pérdida de su fianza de £25). Sin embargo, además, Cutmore fue enviado a prisión preventiva para enfrentar el cargo de Nueva Gales del Sur de haber robado tela en Randwick el 7 de julio de 1922 (por cuyo cargo se había fugado previamente de su libertad bajo fianza). En marzo de 1923, la policía de Sídney había proporcionado información a la policía de Victoria y Cutmore fue sometido a juicio, acusado de robar sarga y tela pertenecientes a Searle valoradas en £25.
Cutmore fue devuelto a Sídney y juzgado (como 'John McLaughlin') en las sesiones del trimestre de Sídney el 21 de mayo de 1923 por el cargo de hurto de Randwick. Fue declarado culpable y sentenciado a doce meses de trabajos forzados en la cárcel de Bathurst.

### Pandilla
Cutmore probablemente permaneció en Sídney después de su encarcelamiento en la cárcel de Bathurst. En 1926 trabajaba como entrenador de caballos y vivía en Doncaster Avenue en Randwick con su esposa de facto, Gladys King. En agosto de 1926, Cutmore fue multado con £ 30 por venta de grog en el Tribunal Central de Policía de Sídney. En octubre apeló el importe de la multa.
|                                               |
| Norman Bruhn, fotografiado en octubre de 1921 |

|                                                     |
| John 'Snowy' Cutmore, fotografiado en julio de 1922 |

|                                                                    |
| George 'The Midnight Raper' Wallace, fotografiado en julio de 1922 |

|                                                                        |
| Lancelot 'Sailor the Slasher' Saidler, fotografiado en febrero de 1927 |

A finales de 1926, Cutmore se unió a Norman Bruhn, un criminal de Melbourne que se había fugado de la libertad bajo fianza acusado de disparar y herir, y llegó a Sídney aproximadamente en noviembre de 1926. Bruhn reunió una pandilla que incluía a John 'Snowy' Cutmore, George 'The Midnight Raper' Wallace, Lancelot 'Sailor the Slasher' Saidler y el hombre albino, 'Razor' Jack Hayes.
En marzo de 1927, se convirtió en ley la Ley de Licencia de Pistola , que requería una licencia para poder portar o poseer una pistola; Cualquiera que fuera encontrado con un arma oculta sin licencia estaba sujeto a una multa de hasta £100, con una pena adicional de seis meses de prisión si se descubre que portaba un arma sin licencia por la noche. Como consecuencia, el arma elegida por la banda de Bruhn se convirtió en la navaja de afeitar (a menudo llamada navaja de afeitar), con una hoja afilada que podía plegarse hacia atrás en su mango y ocultarse fácilmente de la vista. El grupo de criminales liderado por Bruhn en Sídney se considera la primera "banda de navajas" de Australia.
El modus operandi de la banda de las navajas de Bruhn era atacar específicamente a delincuentes, como traficantes de cocaína y ladrones, que deseaban evitar la atención de la policía. La navaja de afeitar era utilizada para amenazar, intimidar y desfigurar a sus oponentes. Sus víctimas eran invariablemente aquellos que deseaban evitar a la policía, como traficantes de cocaína, ladrones y prostitutas, que eran atacados y amenazados en callejones y calles laterales, y ocasionalmente en sus propios hogares. Se exigía dinero y, si no se lo daba, la persona "sería cortada en la cara y el cuerpo con una navaja de afeitar". El mundo criminal "consideraba 'informar' como el único pecado imperdonable", por lo que cualquier caso que llegaba a la atención de la policía era invariablemente suspendido debido a la falta de información.
Bruhn y su pandilla entraron en conflicto directo con figuras del hampa como Kate Leigh, Tilly Devine y Phil 'The Jew' Jeffs cuando comenzaron a centrarse en alterar el negocio de distribución de cocaína establecido en Sídney. El primer paso en la cadena de suministro de cocaína eran los marineros y trabajadores portuarios que contrabandeaban la droga desde los barcos y fuera de los muelles a los intermediarios en los pubs o casas donde estaba escondida. Bruhn y su banda apuntaron al siguiente paso de la cadena, los 'traficantes' que trasladaban la cocaína desde las casas seguras de los suburbios del centro de la ciudad a los distribuidores. La policía estimó que había cerca de cinco mil "clientes de los vendedores de droga" en los distritos de Darlinghurst y Potts Point. Bruhn también apuntó a las tiendas de grog y burdeles de sus rivales saqueando los locales, golpeando a los clientes y exigiendo pagos "sobrepasados".

### Asesinato de Norman Bruhn
La noche del miércoles 22 de junio de 1927, Norman Bruhn y otros tres hombres se enfrentaron al taxista, Noel Infield, cerca de la oficina de correos de Paddington . A petición suya, el taxista los llevó a Charlotte Lane en Darlinghurst, cerca de la esquina sureste de Hyde Park, y les dijo que esperaran. Los cuatro hombres entraron en una casa en Hargrave Street (una calle transversal con Charlotte Lane). Poco tiempo después se escucharon disparos y Bruhn recibió dos disparos en el abdomen en la calle exterior. Se vio a hombres huyendo del lugar y la policía llegó poco después. Infield fue ayudado por uno de los compañeros de Bruhn para subir al herido al taxi. Bruhn fue trasladado al Hospital de Sídney, donde murió a la mañana siguiente, a la edad de 33 años. Aunque estuvo consciente y en pleno uso de sus facultades hasta su muerte, Bruhn se negó repetidamente a dar a la policía información sobre el hombre que le disparó. Otros testigos también se mostraron reacios a dar información a la policía.
En agosto de 1927, el gobierno de Nueva Gales del Sur ofreció una recompensa de 200 libras esterlinas por información que condujera a la detención y condena de la persona o personas responsables de la muerte de Bruhn. Además de la recompensa, el Gobierno ofreció conceder un indulto a cualquier cómplice que proporcione dicha información. Se especuló que la muerte de Bruhn fue una represalia contra las actividades de su banda de afeitar contra la red de venta de cocaína en Sídney. Cutmore pudo haber sido uno de los hombres que acompañaron a Bruhn la noche en que fue asesinado, y algunos creyeron que estuvo involucrado o cómplice del tiroteo, pero en última instancia, el silencio de los testigos o su negativa a proporcionar un testimonio consistente obstaculizó las investigaciones policiales.

### El tiroteo

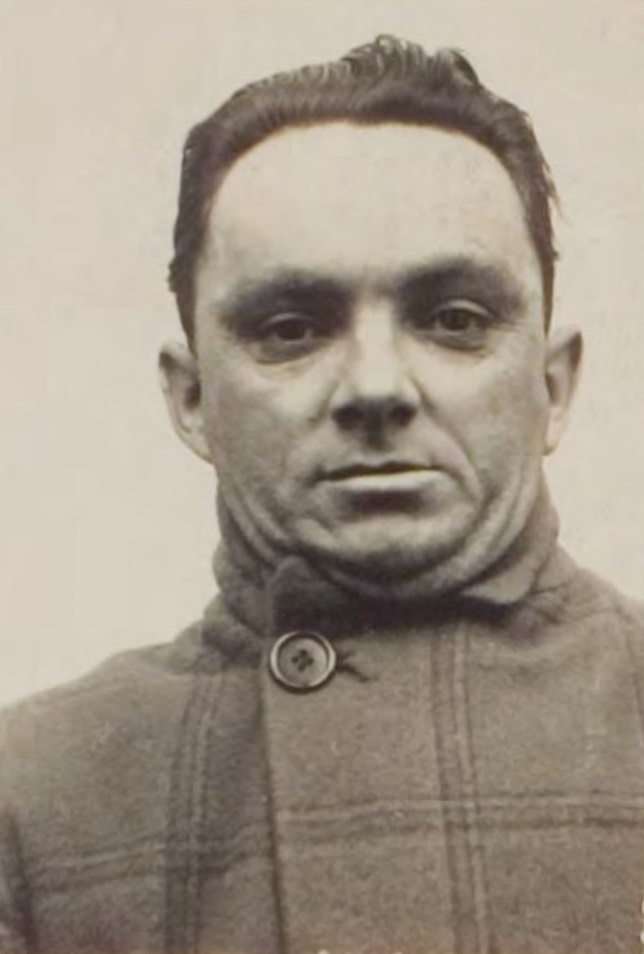
"Squizzy" Taylor (fotografía de identicación policital de julio de 1924)

Cutmore 'se fue a la tierra' después del asesinato de Bruhn; Permaneció en Sídney hasta finales de octubre, cuando regresó a Melbourne. Durante las últimas semanas antes de su partida, residió en un apartamento en Double Bay que pertenecía a Phil 'The Jew' Jeffs, un criminal de Sídney involucrado en la prostitución, el sly-grog y la distribución de cocaína.
La esposa de facto de Cutmore , Gladys King, había regresado a Melbourne a principios de octubre y vivía con la madre de Cutmore en 50 Barkly Street, Carlton. 'Snowy' Cutmore llegó a Melbourne procedente de Sídney el 23 de octubre de 1927, con el propósito declarado de asistir al carnaval de carreras de primavera. Cutmore había viajado en tren nocturno desde Sídney con un hombre llamado Roy ('Budgie') Travers (alias Herbert Wilson), un aliado de Phil Jeffs. Cutmore asistió a las carreras de Richmond el lunes 24 de octubre, donde se encontró con 'Squizzy' Taylor y los dos "intercambiaron amenazas". Cutmore fue descubierto en las carreras por los detectives Milne y West, y "debido a sus asociaciones pasadas", se le ordenó abandonar la pista. Al día siguiente, Cutmore enfermó de influenza y tuvo que guardar cama en la casa de su madre en Carlton.
Poco después de las 5 de la tarde del jueves 27 de octubre de 1927, Leslie 'Squizzy' Taylor y otros dos hombres se acercaron al sedán Studebaker del conductor de un coche de alquiler John Hall en Lonsdale Street desde el Bookmakers' Club y alquilaron su coche. Siguiendo sus instrucciones, Hall llevó a los hombres a varios hoteles en Carlton (un hotel en la esquina de las calles Palmerston y Rathdown y otros dos hoteles en Drummond Street), antes de que se les ordenara detenerse en Barkly Street poco después de las 6 pm, aproximadamente 55 yardas ( 50 metros) de la casa Cutmore. Taylor y uno de los hombres salieron y entraron a la casa mientras el otro hombre permaneció en el auto. En la casa, Bridget, la madre de Cutmore, estaba preparando té en la cocina independiente. Su nuera Gladys había ido a la lechería a buscar leche y los únicos otros ocupantes eran su hijo postrado en cama y John 'Scotty' King, "bajo los efectos de la bebida" en el dormitorio del frente. Travers, que había viajado desde Sídney con Cutmore, afirmó que estaba en el patio cortando leña en ese momento. Bridget Cutmore escuchó pasos en el pasillo, pero su hijo había recibido varias visitas desde su regreso de Sídney, por lo que no le prestó atención.

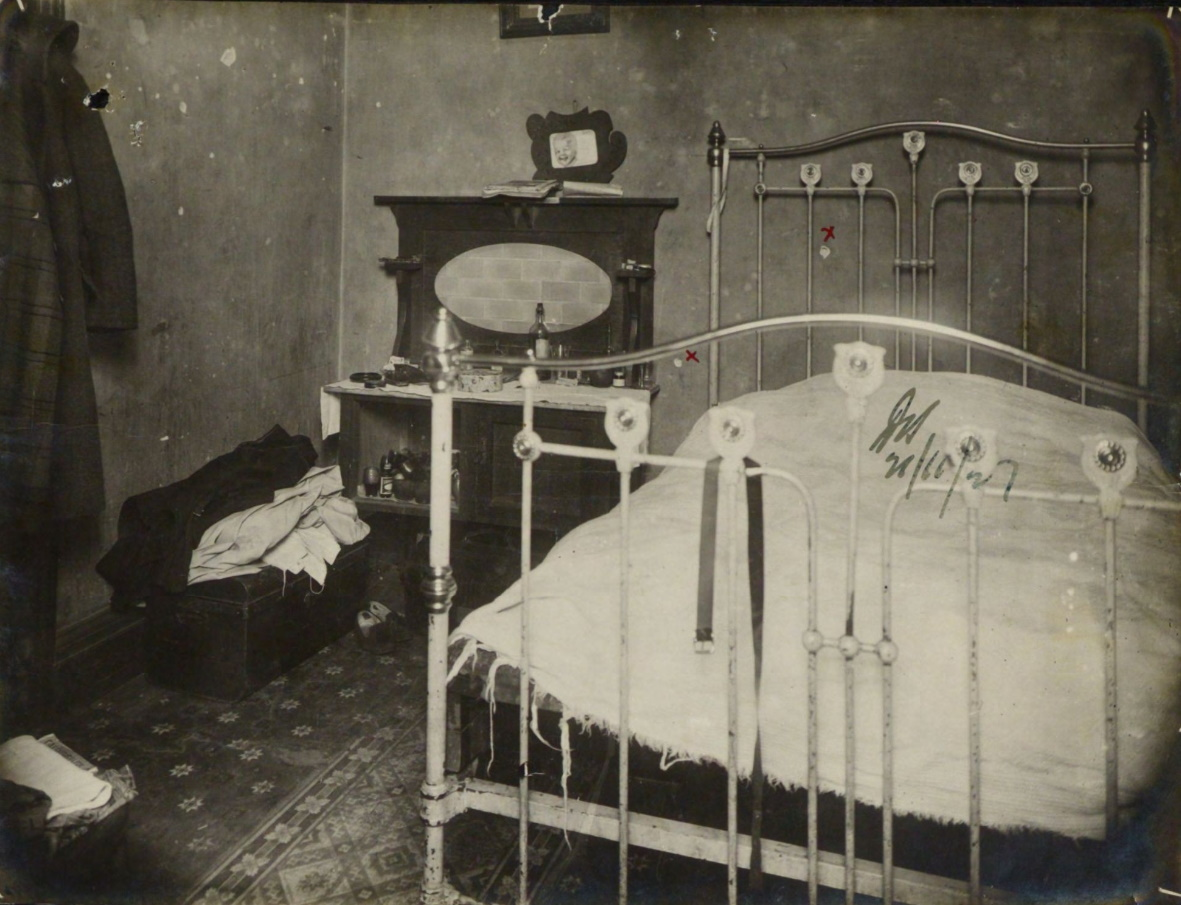
Dormitorio de John Cutmore, escenario del fatal tiroteo entre Cutmore y "Squizzy" Taylor (fotografía de informe de la investigación)

Taylor y el otro hombre caminaron por el pasillo y entraron al dormitorio de Cutmore. Bridget Cutmore escuchó gritos enojados "seguidos de una ráfaga de disparos de pistola". Los tres hombres en la habitación, incluido Cutmore en su cama de enfermo, estaban armados con revólveres y habían comenzado a dispararse entre sí. La señora Cutmore corrió a la habitación y recibió una bala en el hombro derecho en el fuego cruzado. Se hicieron más disparos antes de que Taylor y el otro hombre salieran de la casa. 'Snowy' Cutmore yacía muerto en su cama, con cinco impactos de bala, cuatro de los cuales le habían atravesado el cuerpo (uno de ellos en el corazón). Tenía una herida en el dedo meñique de la mano derecha, donde una bala había impactado en el cargador de la pistola que sostenía.
John 'Snowy' Cutmore no fue la única víctima del encuentro; 'Squizzy' Taylor también había resultado herido en el costado derecho en el tiroteo. Taylor salió tambaleándose por la puerta principal del coche alquilado de Hall y le dijo al conductor: "Me han disparado; llévame al Hospital San Vincente". Hall y el otro hombre ayudaron a Taylor a subir al auto y se dirigieron hacia el hospital en la cercana Fitzroy. Cuando el coche fue detenido por el tráfico cruzado en la esquina de las calles Brunswick y Johnston, el otro hombre le dijo a Hall: "Aquí, haz el resto tú solo"; Luego salió del coche y echó a correr por Brunswick Street. Hall luego llevó a Taylor, ahora inconsciente, al hospital donde murió en la sala de urgencias media hora después del ingreso, sin haber recuperado el conocimiento. En uno de los bolsillos de Taylor se encontró un revólver automático vacío y en otro bolsillo, una caja de cartuchos calibre 32.
La policía fue informada poco después cuando un hombre (posiblemente Roy Travers) entró corriendo en la comisaría de Carlton para denunciar el tiroteo. Cuando los detectives Grieve, Milne y McPhee llegaron al 50 de Barkly Street, encontraron a la madre de Cutmore sangrando por su herida. La llevaron al Hospital de Melbourne, donde se consideró que su estado no era grave. La habitación en la que se había producido el tiroteo estaba en completo desorden: Cutmore yacía muerto en la cama; el suelo estaba cubierto de casquillos de balas vacíos, un espejo y una lámpara de queroseno estaban destrozados y las cuatro paredes tenían marcas de bala. No se encontraron armas en la habitación. Más tarde esa noche, un agente de policía encontró una pistola automática tirada dentro de una cerca en una dirección frente a Macarthur Square, cerca de la casa en Barkly Street. El arma tenía un cartucho atascado en el cañón y no se pudo disparar. A la mañana siguiente, un agente de guardia en la casa encontró una tercera arma de fuego, una pistola automática Webley, en la cisterna del baño en el rincón más alejado del patio.

### Consecuencias
Dos días después del tiroteo, la policía detuvo a tres hombres en Seymour en relación con "el caso del tiroteo Taylor-Cutmore": Thomas Kelly, su hermano Sidney Kelly y Norman Smith. Los hombres tenían la intención de conducir hasta Sídney. Roy Travers, tratando de regresar a Sídney, fue arrestado en el andén del ferrocarril en Albury y acusado de vagancia. La policía mantuvo a Smith, los hermanos Kelly y Travers en prisión preventiva durante varias semanas, pero finalmente se retiraron todos los casos que la policía esperaba presentar contra los hombres.
John Cutmore fue enterrado la tarde del 29 de octubre en el cementerio Coburg Pine Ridge en Preston, un suburbio al norte de Melbourne.
Los días 16 y 21 de noviembre de 1927 se llevó a cabo una investigación sobre la muerte de Taylor y Cutmore en la morgue de la ciudad. La evidencia médica determinó que Cutmore murió por heridas de bala en el corazón y los pulmones y Taylor murió por una herida de bala en el hígado. En cuanto a los detalles de las pruebas balísticas, el forense emitió un veredicto abierto y encontró que no había pruebas suficientes para determinar quién había disparado los tiros mortales.

## Resonancia cultural
Los informes del tiroteo entre 'Squizzy' Taylor y 'Snowy' Cutmore, y los detalles de la investigación posterior, se publicaron ampliamente en los periódicos metropolitanos de todos los estados australianos, así como en los periódicos regionales.
En febrero de 1928, la exposición itinerante Australian Waxworks, que presentaba una serie de "figuras del crimen", incluía entre sus exhibiciones representaciones de Snowy Cutmore y Squizzy Taylor ("de la tragedia de Melbourne Underworld"). La exposición itinerante fue descrita como una "colección única y maravillosa de 45 figuras, hábilmente modeladas en cera... rodeadas de efectos sónicos, las figuras parecen más realistas". La exposición contó con "conferencias continuas" del "Prof. Chas. E. South" sobre los distintos grupos de figuras. El precio de la entrada para adultos era de un chelín (la mitad de precio para los niños).

## Otras lecturas
- Anderson, Hugh (1971). Larrikin Crook: The Rise and Fall of Squizzy Taylor. Milton, Qld: Jacaranda Press. ISBN 0-7016-0370-4.
- Grierson, Chris (2012). Touch the Black: The Life and Death of Squizzy Taylor. Melbourne: Hunter Publishers. ISBN 978-0-9808639-6-3.

- Datos: Q29616972
- Multimedia: John "Snowy" Cutmore / Q29616972